# تیم ملی فوتبال زنان گوآم
تیم ملی فوتبال زنان گوآم (انگلیسی: Guam women's national football team) نماینده فوتبال زنان گوآم در رده ملی است و تحت نظارت فدراسیون فوتبال گوآم قرار دارد.